# 웸

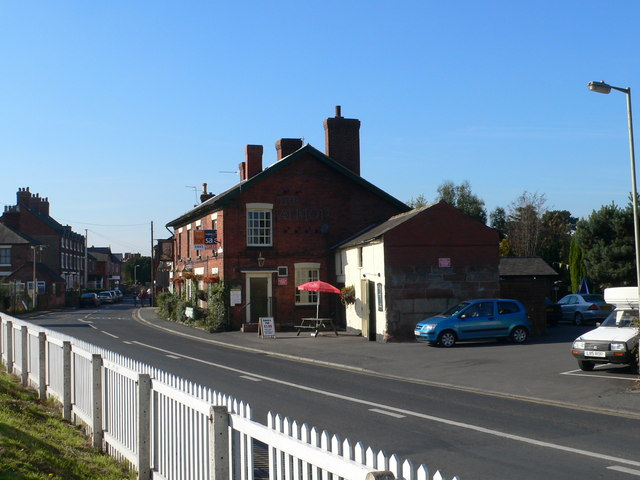
웸

웸(Wem)은 영국 슈롭셔주의 도시이다. 로던 강이 흐르며, 호크스톤 공원이 위치하고 있다. 잉글랜드의 배우 피터 본핸이 태어난 도시이기도 하다.